# Тимофеев, Алексей Васильевич (Герой Советского Союза)
Алексей Васильевич Тимофеев (1925—1982) — советский военный. Участник Великой Отечественной войны, Герой Советского Союза (1944). Гвардии майор.

## Биография
Алексей Васильевич Тимофеев родился 25 марта 1925 года в губернском городе Пскове РСФСР СССР (ныне город, административный центр Псковской области Российской Федерации) в семье рабочего. Русский. Образование 7 классов. В 1940 году семья Тимофеевых переехала в посёлок Первомайский Серовского района Свердловской области. Алексей Васильевич устроился в Сотринский леспромхоз. До призыва на военную службу работал трактористом на Первомайском лесоучастке.
В ряды Рабоче-крестьянской Красной Армии А. В. Тимофеев был призван Серовским районным военкоматом Свердловской области 6 апреля 1943 года. Окончил ускоренные курсы при миномётно-пулемётном училище, освоил воинскую специальность миномётчика. В боях с немецко-фашистскими захватчиками сержант А. В. Тимофеев с 5 июля 1943 года на Центральном фронте в должности миномётчика 3-й миномётной роты 25-го гвардейского стрелкового полка 6-й гвардейской стрелковой дивизии 13-й армии. Боевое крещение принял в Курской битве на северном фасе Курской дуги в бою у села Самодуровка. Затем Алексей Васильевич участвовал в Орловской операции, в составе своего подразделения освобождал Левобережную Украину, форсировал Днепр и Припять, сражался за плацдарм на правом берегу Припяти в районе сёл Плютовище и Опачичи. 
К началу 1944 года 13-я армия была передана 1-му Украинскому фронту и зимой — весной 1944 года принимала участие в освобождении Правобережной Украины (Ровно-Луцкая и Проскуровско-Черновицкая операции). В мартовских боях А. В. Тимофеев, ставший к этому времени гвардии старшим сержантом, заменил выбывшего из строя телефониста 3-й миномётной роты и обеспечил её связь с командным пунктом батальона. В ночных условиях Алексей Васильевич под непрекращающимся обстрелом противника устранил 11 повреждений телефонного кабеля, за что был награждён медалью «За боевые заслуги». Вскоре после этого его перевели на должность командира отделения взвода автоматчиков 3-го стрелкового батальона 25-го гвардейского стрелкового полка. Особо Алексей Васильевич отличился в Львовско-Сандомирской операции.
13 июля 1944 года 13-я армия 1-го Украинского фронта перешла в наступление на рава-русском направлении и прорвала тактическую оборону противника на всю глубину. Стремясь остановить стремительное наступление советских войск, немцы оказывали ожесточённое сопротивление. 15 июля 1944 года 25-й гвардейский стрелковый полк вышел к крупному опорному пункту немецкой обороны населённому пункту Дружкополь, куда противник стянул крупные силы пехоты и несколько танков. При прорыве вражеской обороны гвардии старший сержант А. В. Тимофеев первым ворвался в немецкие траншеи и в ожесточённой рукопашной схватке уничтожил трёх солдат неприятеля и одного взял в плен. Когда противник попытался перейти в контратаку, Тимофеев со своим отделением забрался на танк, который устремился на противника и обратил его в бегство. Ведя с танка огонь из стрелкового оружия гвардии старший сержант А. В. Тимофеев истребил 9 военнослужащих вермахта и подавил 3 вражеские огневые точки. За проявленное в бою мужество и умелое руководство вверенным ему подразделением гвардии старший сержант А. В. Тимофеев был награждён орденом Красной Звезды и переведён на должность помощника командира взвода 9-й стрелковой роты 25-го гвардейского стрелкового полка. Со своими бойцами Алексей Васильевич участвовал в освобождении городов Великие Мосты и Рава-Русская. Характеризуя боевые качества младшего командира А. В. Тимофеева командир полка гвардии подполковник В. В. Абросимов отмечал:

Товарищ Тимофеев проявил исключительный героизм, знание своего дела и умение управлять подразделением в бою. Систематически проводя политмассовую работу среди личного состава, тов. Тимофеев сумел поднять их дух, вдохновить на боевые подвиги и выполнение поставленных боевых задач командования, и будучи всегда впереди, своим личным примером увлекал бойцов и командиров на уничтожение противника.— ЦАМО, ф. 33, оп. 793756, д. 47.
23 июля 1944 года гвардии старший сержант А. В. Тимофеев с группой бойцов своего взвода на подручных средствах форсировал реку Сан и, заняв оборону на левом берегу реки, обеспечил переправу основных сил своего полка. Преодолевая ожесточённое сопротивление противника, 29 июля 1944 года 25-й гвардейский полк прорвался к реке Висла южнее города Сандомир. Взвод 9-й стрелковой роты под командованием А. В. Тимофеева под шквальным огнём противника переправился на лодках на противоположный берег, закрепился на захваченном плацдарме и до глубокой ночи успешно отражал вражеские контратаки. К утру 30 июля весь полк уже вёл бои на западном берегу Вислы.
6 августа 1944 года А. В. Тимофеев отличился вновь в боях за расширение плацдарма, получившего название Сандомирского. Его взвод вышел к развилке дорог к западу от деревни Юрковице (Jurkowice), где окопалась немецкая пехота. Скрытно подойдя к позициям противника, А. В. Тимофеев со своими бойцами ворвался во вражеские траншеи и после ожесточённой рукопашной схватки овладел ими. В бою Алексей Васильевич лично уничтожил 9 солдат неприятеля и ещё одного захватил в плен, а его бойцы истребили более 20 военнослужащих вермахта. За образцовое выполнение боевых заданий командования на фронте борьбы с немецкими захватчиками и проявленные при этом отвагу и геройство указом Президиума Верховного Совета СССР от 23 сентября 1944 года старшему сержанту Тимофееву Алексею Васильевичу было присвоено звание Героя Советского Союза. Осенью 1944 года Алексею Васильевичу присвоили звание старшины.
До декабря 1944 года старшина А. В. Тимофеев участвовал в боях на Сандомирском плацдарме. В конце года Алексея Васильевича отозвали с фронта и направили в Московское военно-политическое училище имени В. И. Ленина, которое он окончил в 1946 году. А. В. Тимофеев продолжал службу в Советской Армии до 1955 года. В запас он уволился в звании майора. Вернувшись на Урал, работал начальником отдела кадров Сотринского леспромхоза. С 1961 года Алексей Васильевич жил в Пскове. Скончался 20 июня 1982 года. Похоронен в Пскове.

## Награды
- Медаль «Золотая Звезда» (23.09.1944);
- орден Ленина (23.09.1944);
- орден Красной Звезды (23.07.1944);
- медали, в том числе:
  - медаль «За боевые заслуги» (20.03.1944).

## Память
- Мемориальная доска в честь Героя Советского Союза А. В. Тимофеева установлена в городе Псков по адресу: улица Гагарина, 11.

## Документы
- Общедоступный электронный банк документов «Подвиг Народа в Великой Отечественной войне 1941—1945 гг.» Дата обращения: 4 марта 2012. Архивировано из оригинала 13 марта 2012 года.

Представление к званию Героя Советского Союза. Дата обращения: 7 августа 2013. Архивировано 31 августа 2013 года.
Указ Президиума Верховного Совета СССР о присвоении звания Героя Советского Союза. Дата обращения: 7 августа 2013. Архивировано 31 августа 2013 года.
Комплект наградных документов на орден Красной Звезды. Дата обращения: 7 августа 2013. Архивировано 31 августа 2013 года.
Приказ о награждении медалью «За боевые заслуги». Дата обращения: 7 августа 2013. Архивировано 31 августа 2013 года.